# Jan Willem Boersma
Jan Willem Boersma (Mijdrecht, 25 april 1967) is een Nederlands ambtenaar, politicus en bestuurder. Hij is lid van de ChristenUnie. Sinds 30 maart 2023 is hij burgemeester van Alblasserdam.

## Ambtelijke en politieke carrière
Boersma studeerde rechten aan de Universiteit Leiden. Hij studeerde af op strafrecht. Hij was strategisch beleidsadviseur bij het Regionaal Informatie- en Expertise Centrum (RIEC) Rotterdam. Daarvoor was hij strategisch beleidsadviseur bij de gemeente Schiedam en was hij werkzaam bij het ministerie van Justitie, het Openbaar Ministerie in Den Haag en in het veiligheidsdomein voor gemeentebesturen.
Boerma was van 2014 tot 2023 namens de ChristenUnie-SGP politiek actief in Dordrecht. Zelf is hij lid van de ChristenUnie. Van 2014 tot 2018 was hij er actief als commissielid en van 2018 tot 2023 als gemeenteraadslid. Hij hield zich er bezig met de portefeuilles jeugdhulp, schuldhulpverlening en armoedebeleid. Hij was er lid van de Auditcommissie, de Commissie Toezicht op Openbaar Onderwijs (CTOO) en plaatsvervangend lid van het Presidium.

## Burgemeester van Alblasserdam
Boersma werd op 6 februari 2023 door de gemeenteraad van Alblasserdam voorgedragen als nieuwe burgemeester. Op 13 maart dat jaar werd bekend dat hij bij koninklijk besluit werd benoemd met ingang van 30 maart dat jaar. Op 30 maart dat jaar vond ook de installatie plaats en werd hij beëdigd door Jaap Smit, de commissaris van de Koning in Zuid-Holland.
Boersma kreeg openbare orde & veiligheid, algemene en kabinetzaken, communicatie & dienstverlening en personeel & organisatie in zijn portefeuille en werd lid van de Veiligheidsregio Zuid-Holland-Zuid, Veiligheidsalliantie Rotterdam, Regionaal VeiligheidsOverleg, stuurgroep Zorg-& Veiligheidshuis en PFO dienstverlening.

## Privéleven
Boersma werd geboren en getogen in Mijdrecht. Hij kreeg met zijn vrouw twee dochters en een zoon. Hij was actief als ouderling in zijn kerkelijke gemeente, de Kandelaarkerk te Dordrecht. Deze kerk behoorde tot 2023 bij de Gereformeerde Kerken vrijgemaakt (GKv). Sindsdien behoorde de kerk bij de Nederlandse Gereformeerde Kerken (NGK).